# ویلیام پی. کارلتون
ویلیام پی. کارلتون (انگلیسی: William P. Carleton؛ ‏ ۳ اکتبر ۱۸۷۲ – ۶ آوریل ۱۹۴۷) بازیگر اهل بریتانیا بود.
از فیلم‌هایی که وی در آن نقش داشته‌است، می‌توان به بینوایان، ویلسون، گرین هورنت دوباره حمله می‌کند! و دختر کولی اشاره کرد.